# Exportations d'essence iranienne vers le Venezuela en 2020
En mai 2020, l'Iran a envoyé cinq pétroliers, Forest, Fortune, Petunia, Faxon et Clavel, tous sous drapeau iranien au Venezuela. Les pétroliers, transportant 1,53 million de barils d'essence iranienne, ont été chargés dans une raffinerie d'essence près de Bandar Abbas.

## Contexte
L'industrie vénézuélienne du raffinage du pétrole s'est effondrée en raison d'un sous-investissement et d'une mauvaise gestion selon les critiques. Dans ces circonstances, le Venezuela et l'Iran subissent des pressions économiques, les deux pays ont développé des liens "plus politiques et symboliques". 
L'IRGC a abattu un drone de surveillance américain sophistiqué sur le détroit stratégique d'Ormuz, qui a intensifié les tensions américano-iraniennes en mer au plus haut niveau en juin 2019. 
Les États-Unis a assassiné général Iranian Qassem Soleimani en 3 janvier 2020 et le 8 janvier Iran a attaqué le base aérienne américain Al-Asad.

## Exportation d'essence
Fortune a été le premier pétrolier à arriver sur le territoire vénézuélien des eaux le 24 mai. Le 26 mai, le deuxième pétrolier iranien, Forest, est arrivé dans le port vénézuélien d'El Palito. Le quatrième pétrolier, Faxon, est arrivé au Venezuela le 29 mai. Tous les pétroliers étaient escortés par les forces navales et aériennes du Venezuela. 

### Paiement
Selon l'ambassadeur iranien au Venezuela, Hojjatollah Soltani, l'Iran "a intégralement reçu les paiements de l'essence exportée vers le Venezuela", a déclaré à l'IRNA.

## Controverses
Les présidents des deux pays ont mis en garde contre les tentatives américaines de bloquer cette livraison de carburant. Après ces menaces de perturber les pétroliers iraniens à destination du Venezuela, Mohammad Djavad Zarif a envoyé une lettre à António Guterres pour avertir de la décision des États-Unis d'envoyer des troupes dans les Caraïbes pour réduire les exportations de carburant. Abbas Araghtchi a également convoqué l'ambassadeur de Suisse en tant que protecteur des intérêts américains en Iran, le priant de transmettre un avertissement sérieux de l'Iran sur toute menace éventuelle des États-Unis contre les pétroliers iraniens. Ahmad Sobhani, ancien ambassadeur d'Iran à Caracas, a décrit la décision des États-Unis de ne pas s'immiscer dans la livraison de l'essence comme indiquant le "pouvoir dissuasif" de l'Iran. 
Le porte-parole du département d'État américain a déclaré que les expéditions d'essence par l'Iran ne pouvaient pas aider le gouvernement de Nicolás Maduro et "qu'elles ne contribueront à soutenir l'ancien régime de Nicolás Maduro que pour un peu plus longtemps". Francisco J. Monaldi, expert pétrolier vénézuélien à la Rice University de Houston, a déclaré que les expéditions des cinq pétroliers étaient bien inférieures au montant requis pour résoudre la grave pénurie de gaz au Venezuela.

## Réactions
Le président du Venezuela, Nicolás Maduro, a déclaré "Merci à l'Iran" dans un tweet après l'arrivée du premier pétrolier iranien au Venezuela. "Seule la fraternité des peuples libres nous sauvera", a-t-il ajouté.